# UFC Fight Night: Kim vs. Hathaway
The Ultimate Fighter China Finale: Kim vs. Hathaway è stato un evento di arti marziali miste tenuto dalla Ultimate Fighting Championship il 1º marzo 2014 alla CotaiArena di Cotai, Macao.

## Retroscena
Si tratta del secondo evento dell'UFC ospitato a Macao dopo UFC on Fuel TV: Franklin vs. Le del 2012.
L'evento ospitò solamente la finale del torneo dei pesi welter della prima stagione cinese del reality show The Ultimate Fighter, in quanto la finale dei pesi piuma venne posticipata a causa di un infortunio capitato ad uno dei due atleti coinvolti.
A causa del sopracitato forfait e dell'annullamento della sfida tra Zak Cummings ed Alberto Mina dovuto al mancato raggiungimento del limite di peso da parte del primo dei due atleti l'evento presentò un totale di soli 8 incontri: era dall'evento UFC Fight Night: Evans vs. Salmon del 25 gennaio 2007 che l'UFC non organizzava una card con così pochi match.

## Risultati
|                                               | Divisione       |                 |                 |                   | Metodo                                      | Round           | Tempo           | Premio          |
| Card principale                               | Card principale | Card principale | Card principale | Card principale   | Card principale                             | Card principale | Card principale | Card principale |
| --------------------------------------------- | --------------- | --------------- | --------------- | ----------------- | ------------------------------------------- | --------------- | --------------- | --------------- |
|                                               | Pesi Welter     | Kim Dong-Hyun   | batte           | John Hathaway     | KO (gomitata girata)                        | 3               | 1:02            | POTN            |
| Finale del torneo The Ultimate Fighter: China | Pesi Welter     | Lipeng Zhang    | batte           | Sai Wang          | Decisione non unanime (29-28, 27-30, 29-28) | 3               | 5:00            |                 |
|                                               | Pesi Massimi    | Matt Mitrione   | batte           | Shawn Jordan      | KO (pugni)                                  | 1               | 4:59            | POTN            |
|                                               | Pesi Piuma      | Hatsu Hioki     | batte           | Ivan Menjivar     | Decisione unanime (29-28, 29-28, 29-28)     | 3               | 5:00            |                 |
| Card preliminare                              |                 |                 |                 |                   |                                             |                 |                 |                 |
|                                               | Pesi Leggeri    | Nam Yui-Chul    | batte           | Kazuki Tokudome   | Decisione non unanime (29-27, 28-29, 29-28) | 3               | 5:00            | FOTN            |
|                                               | Pesi Gallo      | Vaughan Lee     | batte           | Nam Phan          | Decisione unanime (30-27, 30-27, 30-26)     | 3               | 5:00            |                 |
|                                               | Pesi Welter     | Anying Wang     | batte           | Albert Cheng      | KO Tecnico (stop medico)                    | 1               | 5:00            |                 |
|                                               | Pesi Piuma      | Mark Eddiva     | batte           | Jumabieke Tuerxun | Decisione unanime (30-27, 30-27, 30-27)     | 3               | 5:00            |                 |

## Premi
I lottatori premiati ricevettero un bonus di 50.000 dollari.
Legenda:
- FOTN: Fight of the Night (vengono premiati entrambi gli atleti per il miglior incontro dell'evento)
- POTN: Performance of the Night (viene premiato il vincitore per la migliore performance dell'evento)

## Incontri annullati
|                                               | Divisione   |               |        |               | Motivo                                                                             |
| --------------------------------------------- | ----------- | ------------- | ------ | ------------- | ---------------------------------------------------------------------------------- |
| Finale del torneo The Ultimate Fighter: China | Pesi Piuma  | Jianping Yang | contro | Guangyou Ning | Infortunio                                                                         |
|                                               | Pesi Welter | Zak Cummings  | contro | Alberto Mina  | Cummings mancò il limite di peso di 8 libbre, Mina rifiutò un incontro catchweight |